# Riddarhytte AB
Riddarhytte AB var ett skogs- och gruvbolag bildat 1877 hemmahörande i Riddarhyttan i Västmanland. I verksamheten ingick ursprungligen såväl järnvägen Uttersberg-Riddarhyttans Järnväg (URJ) liksom hela Riddarhytte malmfält och bruken vid Lienshyttan och Gisslarbo. Ett omfattande jord- och skogsbruk bedrevs även. Efter att företaget förvärvats av Uddeholms AB 1962 lades de olika gruvorna och bruken successivt ned, sist Bäckegruvan 1979.

## Historia

### Förhistoria
Ingen vet exakt när kopparbrytningen inleddes i Riddarhyttan. År 1420 omtalas Munkhyttan och Hedningegruvan i ett brev från Erik av Pommern. Olika dokument antyder att det var i kronans regi gruvbrytningen i Riddarhyttan startade. Järnmalmsbrytningen i området ska ha inletts ungefär samtidigt, men var inte alls av samma ekonomiska intresse då. Detta kom senare att förändras, och år 1610 privilgerades en hytta och hammare vid Riddarhyttan. Intresset för kopparmalmen var dock fortfarande stort, och år 1616 anlades Riddarhyttans kopparverk. Verksamheten vid detta kom att bedrivas med växlande lönsamheten fram till 1873 då det nedlades. 

### Riddarhytte AB bildas

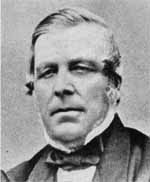
C. J. Ohlson

En hytta och hammare privilegierades som tidigare nämnts 1610. Det kan ses som starten för Riddarhytte bruk. Bruket kom bland annat att vara i familjerna Urbansson, Funk, Brandt, Vretman och Bohnstedt ägo. Under början av 1800-talet lades grunden till det omfattande brukskomplex som kom att omfatta ett flertal gruvor, järnbruk och inte minst stora vidsträckta skogsdomäner.  
Ägandet kom från 1846 efterhand att samlas hos bruksägaren C J Ohlson som då tillsammans med sin svärfar Per Hinnersson och brukspatron Anders Wedberg, förvärvade Riddarhytte koppar- och järnbruk med Hedhammar bruk och Lienshytte masugn och manufakturverk. Senare förvärvade Ohlson bland annat Gisslarbo bruk i Malma socken 1855 och Jönsarbo bruk i Hed socken 1861. Under Ohlsons ledning moderniserades och utökades verksamheten vid verken tillhörande Riddarhytte bruk.  

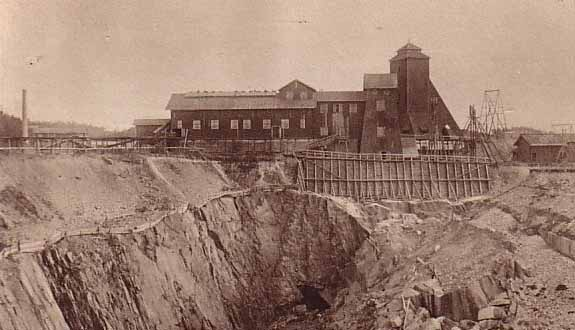
Källfallet vid 1900-talet början

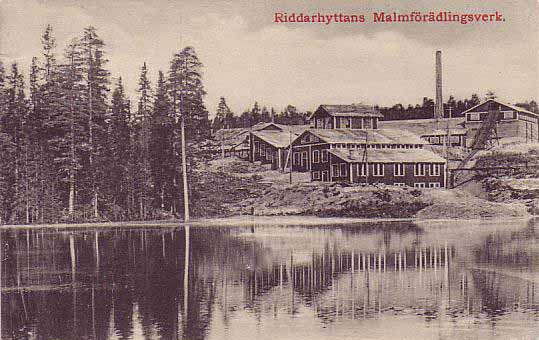
Anrikningsverket vid Källfallet

Ohlson var även angelägen om att få direkt järnvägsanslutning till sina bruk och började arbeta för en förlängning av Köping-Uttersbergs järnväg (KUJ) till Riddarhyttan. 
Efter hans död 1876 bildade hans arvingar Riddarhytte AB 1877 som övertog bruksverksamheten. År 1880 kunde slutligen den 12 kilometer långa Uttersberg-Riddarhyttans järnväg (URJ) öppnas för allmän trafik. Denna järnväg sammanslogs 1911 med KUJ och kom därefter att benämnas Köping-Uttersberg-Riddarhyttans Järnväg (KURJ).

### Gruvorna och bruken
De viktigaste gruvorna i Riddarhytte malmfält, som tillhörde bolaget, var Källfallet, Bäckegruvan, Östergruvan och Bastnäs. Den sistnämnda gruvan var känd för att vara en av världens mest mineralrika platser. Vid Källfallet fanns anrikningsverk och briketteringsverk. Även vid Bäckegruvan fanns ett anrikningsverk. Malmen från Bastnäs anrikades i ett verk vid Hultebo. Vid 1920-talets början var Riddarhytte AB Sveriges största producent av låg fosfor-haltig järnmalm (mindre än 0,01 % fosfor).  Anläggningarna moderniserades kontinuerligt, och 1944 uppfördes en ny gruvlave av betong vid Källfallet. Östergruvan, som låg alldeles intill Bäckegruvan, kom med tiden att användas som sidoschakt för Bäckegruvan. Anrikningsverket vid Hultebo lades ned på 1920-talet. Brytningen vid Bastnäsfätet hade redan då upphört, även om undersökningsorter kom att drivas där i början av 1940-talet.
Under Ohlssons ledning hade en ny masugn byggts [1848 vid Lienshyttan i Riddarhyttan. Denna ombyggdes 1894 genom firman Qvist & Gjers och fick då en imponerande pipa, som var hela 26 m hög. Vid 1920-talets början låg årsproduktionen av tackjärn där på ca 10 000 ton. Vid det år 1870 inköpta Gisslarbo bruk producerades lancashirejärn vid sex stycken härdar. En ånghammare fanns även, liksom ett råskenevalsverk. Årsproduktionen var vid 1920-talets början omkring 5 000 ton.

### Skogen och vattenkraft
Till företaget hörde stora skogsdomäner, träkol behövdes bland annat till lanchireugnarna och masugnen. Vid 1920-talets början ingick även två sågverk (ett i Riddarhyttan och ett i Gisslarbo) i verksamheten vilka stod för en årsproduktion av 1 200 stds sågade varor. 
För elförförsörjning av de olika industrierna anlades flera kraftstationer utmed Hedströmmen och Arbogaån.

### Riddarhytte AB försäljs till Uddeholms AB

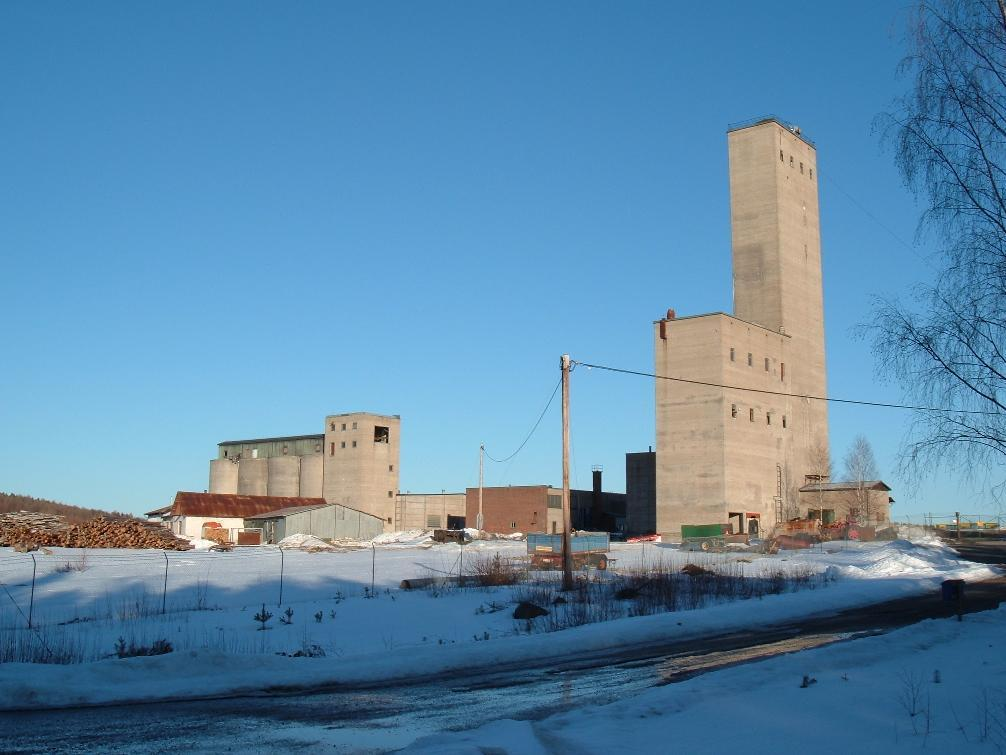
1960-talets gruvanläggning vid Bäckegruvan.

År 1920 uppgick den totala arbetsstyrkan till 817 arbetare, av vilka 196 arbetade vid Källfallet, 222 vid Gisslarbo, och 399 vid andra industrianläggningar. I början av 1950-talet hade antalet arbetare sjunkit till ca 500. Produktionen av järnmalm ökade däremot, 1945-1949 uppgick den i medeltal per år till 13 500 ton styckemalm med 57-63% järn och 0,005% fosfor samt 160 000 ton anrikningsmalm, ur vilken det framställdes 68 000 ton järnslig med 66% järn. Skogshanteringen var även den omfattande (totalt ägde man 22 341 hektar, av vilket 16 648 var produktiv skog och 349 åker). I slutet av 1950-talet började dock förändringar att skönjas. Lienshytte masugn lades ned 1959, istället inleddes en omfattande modernisering av gruvdriften. En helt ny gruvanläggning bestående av gruvlave, anrikningsverk, sovringsverk började uppföras 1960 vid Bäckegruvan. Vid denna tidpunkt såg sig Uddeholmskoncernen, med järnverk i bland annat Hagfors och Munkfors, sig om fler järnmalmsgruvor för att inför framtida expansioner trygga malmförsörjningen. Mot denna bakgrund förvärvades Riddarhytte AB av Uddeholm 1962, innan den nya gruvanläggningen hunnit färdigställas. Den 31 maj året därpå nedlades smidet vid Gisslarbo bruk. Sågverket i Riddarhyttan, som startat 1881, lades ned 1974.
Omkring år 1970 insåg dock Uddeholm att köpet inte var någon lysande affär. Källfallets gruva hade redan lagts ned (1967), och nu tecknade man ett tioårigt malmavtal med Fagersta Bruk för arrende av Bäckegruvan. Avtalet gällde dock inte skogstillgångar i Riddarhyttan. Efter att avtalet löpt ut lades driften ned vid även vid Bäckegruvan 1979/80.